# Villalba de la Loma
Villalba de la Loma est une commune de la province de Valladolid dans la communauté autonome de Castille-et-León en Espagne.

## Sites et patrimoine
L'édifice notable de la commune est la Tour Saint-André (Torre de San Andrés).